# Monastero Vydubyc'kyj
Il monastero Vydubyc'kyj (in ucraino Видубицький монастир?, Vydubyc'kyj monastyr) è un antico monastero situato a Kiev in Ucraina e amministrato dalla chiesa ortodossa ucraina - Patriarcato di Kiev. 
Il complesso è situato su un declivio ad est dell'Orto botanico nazionale di Kiev e rivolto verso il fiume Dnepr. 
La fondazione risale alla seconda metà dell'XI secolo ad opera del Gran Principe di Kiev Vsevolod I. La leggenda vuole che il monastero si trovi nel luogo in cui riemersero dalle acque del fiume delle riproduzioni lignee di Perun, dio del tuono, affondate su ordine di Vladimir I di Kiev durante il battesimo di Kiev.
Tra gli edifici che ne fanno parte vi sono la chiesa collegiata di San Michele, l'originario edificio pentacupolato del 1070 venne danneggiato nel XVI secolo da una frana e consolidato e rinnovato tra il XVII e il XVIII, a quello stesso periodo risalgono la cattedrale di San Giorgio, anch'essa pentacupolata e il refettorio con la chiesa della Trasfigurazione, di poco successivi sono la torre campanaria, la cappella funebre, gli alloggi dei monaci e dell'abate, le mura e il piccolo cimitero.
Tra le personalità sepolte nel complesso vi sono il pedagogista Konstantin Ušinskij (1823-1871), l'istologo Vladimir Alekseevič Bec (1834-1894) scopritore delle cellule omonime e l'industriale e collezionista d'arte Bogdan Chanenko (1848-1917) il cui lascito permise la fondazione del Museo Chanenko.